# طلحت حمدي
طلحت حمدي (3 سبتمبر 1941 - 4 ديسمبر 2012)، مخرج وممثل سوري كردي من مواليد حارة الأكراد (ركن الدين) في دمشق كان متزوجاً من الممثلة الراحلة سلوى سعيد.
في 1 مارس 1968 انضم إلى نقابة الفنانين السوريين، عمل في مجال التلفزيون لفترة طويلة، وكان له تجربة في الإنتاج لم تدم طويلا بسبب سيطرة الشركات الكبيرة على الإنتاج التلفزيوني. ومن ضمن إنتاجاته الهامة مسلسل طرابيش الذي طرح فيه قضية محاربة الفساد، وحين أنتج مسلسل المكافأة وطرح من خلاله قضايا لنصرة المعلم ثارت ضده نقابة المعلمين، ورفعت دعوى ضده [بحاجة لمصدر].
حياته الأسرية :
تزوج طلحت حمدي من الممثلة سلوى سعيد ولديه منها ولدان هما هڤال حمدي الذي دخل مجال التمثيل، وهيلين، بالإضافة إلى ولده الأكبر أحمد حمدي وهو مخرج سينمائي وتلفزيوني

## من أعماله
- المجهول
- أنشودة المطر
- خلف الجدران
- حمام القيشاني
- نمر العدوان
- الزاحفون
- سفر
- نساء بلا أجنحة
- حارة الجوري
- تل اللوز
- طرابيش
- المستجير
- ساري
- سنوات العجاف
- المكافأة
- شاري الهم.
- صراع على الرمال.
- الشام العدية.
- زمن البرغوت ج1
- اسعد الوراق
- وحوش وسبايا
- غضب الصحراء (مسلسل)
- حسيبة - فيلم سينمائي.
- مقلب حب - فيلم سينمائي.
- مسلسل الانهيار
- مسلسل الشبيهة
- عذراء الرمال [مسلسل]
- متعب الشقاوي [مسلسل]
- بيت جدي 2 بدور أبو رسلان
- مسلسل خوخ و رمان
- كشف الأقنعه - ضيف شرف

## روابط خارجية
- طلحت حمدي على موقع IMDb (الإنجليزية)
- طلحت حمدي على موقع قاعدة بيانات الأفلام العربية